# Dinastía Trpimirović
La dinastía trpimirović fue una dinastía croata que gobernó, con interrupciones, desde 845 hasta 1091. Debe su nombre a Trpimir I, su primer miembro y fundador. Los más destacados señores de esta dinastía fueron Tomislav, Petar Krešimir IV y Dmitar Zvonimir. La casa dio cuatro duques, trece reyes y una reina.
Desde su fundación, a mediados del siglo IX, la casa alcanzó el gobierno independiente, disolviéndose a finales del siglo XI. Durante este tiempo, el estado experimentó sólo ligeros cambios, especialmente en Bosnia y sur de Dalmacia, donde sostuvo guerras contra los venecianos y otros enemigos.

## Evolución
Después de la muerte del rey Stjepan Držislav, la lucha sucesoria entre sus hijos Svetoslav Suronja, Gojslav y Kresimir, dividió a la dinastía en dos ramas: La principal, Kresimirovic, con los descendientes de Kresimir, y la secundaria, Svetoslavic, con descendientes de Svetoslav. Gojslav quedó fuera, al no tener descendencia.
Según la Crónica del cura de Duklja (siglo XII):

Cresimir (Kresimir II) tuvo un hijo llamado Esteban; (éste) después de la muerte de su padre, gobernó Croacia Blanca y Bosnia, y después de él, ellos (sus descendientes), siempre gobernaron en Croacia.
Chronicle of the Priest of Dukjlja

## Miembros

### Duques de Croacia
- Trpimir I (845-864)
- Zdeslav (878-879)
- Muncimir (892-910)
- Tomislav (910-925)

### Reyes de Croacia
- Tomislav (925-928)
- Trpimir II (928-935)
- Krešimir I (935-945)
- Miroslav (945-949)
- Mihajlo Krešimir II (949-969)
- Stjepan Držislav (969-997)
- Svetoslav Suronja (997-1000)
- Krešimir III (1000-c. 1030)
- Gojslav (1000-c. 1020)
- Esteban I (c. 1030-1058)
- Petar Krešimir IV (1058-1074)
- Dmitar Zvonimir (1075-1089)
- Esteban II (1089-1091)

### Otros
- Helena de Zadar (946-976)

## Árbol familiar
- Trpimir I
  - Petar
  - Zdeslav
  - Muncimir
    - Tomislav
    - Trpimir II
      - Krešimir I
        - Miroslav
        - Mihajlo Krešimir II, casado con Helena de Zadar
          - Stjepan Držislav
            - Svetoslav Suronja
              - Stjepan Svetoslavić, casado con Joscella Orseolo, hija de Pedro Orseolo II
                - Dmitar Zvonimir, casado con Helena de Hungría
                  - Radovan
                  - Klaudija

            - Gojslav
            - Krešimir III
              - Esteban I
                - Petar Krešimir IV
                  - Nada (o Neda)

                - Častimir
                  - Esteban II